# Sead Mehić
Sead Mehić (* 8. April 1975 in Bijeljina) ist ein ehemaliger bosnischer Fußballspieler.

## Karriere
Sead Mehić spielte in der Kindheit in Jugoslawien für Partizan Belgrad, bevor er nach Deutschland kam. Dort spielte er bei verschiedenen kleinen Vereinen in Hessen (VfB Friedberg, Germania Ockstadt) und kam über den KSV Klein-Karben schließlich zu Eintracht Frankfurt. Bei der Eintracht spielte er 1997/98 erstmals im Profifußball und kam als Einwechselspieler zu 16 Einsätzen in der 2. Bundesliga.
Im Jahr darauf ging er zum niedersächsischen Zweitligaabsteiger SV Meppen und ab 1999 spielte er in der Regionalliga fünf Jahre lang für den SV Wehen. Der Offensivspieler lief 151-mal für die Wehener auf und hatte 2002/03 seine erfolgreichste Saison, als er mit 13 Toren erfolgreichster Torschütze des Sturmtrios der Hessen war.
Im Jahr darauf spielte Mehić eine Liga tiefer beim 1. FC Eschborn und stieg mit dem Verein als Meister der Hessenliga 2005 auf. In der Saison 2005/06 war er für den Regionalligisten Rot-Weiß Oberhausen aktiv, der allerdings die Klasse nicht halten konnte.
So kehrte der Bosnier 2006 nach Frankfurt zurück, wo er sich diesmal dem FSV Frankfurt anschloss. Mit dem FSV gelang ihm in den kommenden beiden Jahren der Durchmarsch von der Hessenliga in die 2. Bundesliga, an dem er insbesondere in der Spielzeit 2007/08 trotz eines verspäteten Saisonstarts wegen eines Wadenbeinbruchs vor Beginn der Rückrunde mit acht Treffern in 25 Spielen Anteil hatte. Mehić verlängerte nach dem Aufstieg in die 2. Bundesliga seinen Vertrag bei den Frankfurtern um ein Jahr.
Am 16. Mai 2010 unterschrieb Mehić einen Zweijahresvertrag bei Kickers Offenbach, verpasste mit den Kickers in den folgenden zwei Jahren jedoch jeweils den angestrebten Aufstieg in die Zweite Liga. In der Saison 2012/13 war Mehić mit 37 Jahren der älteste Feldspieler in Deutschlands Profiligen. Danach beendete er seine Spielerkarriere.
Im September 2013 wurde er Trainer beim Verbandsligisten SSV Lindheim im Wetteraukreis und führte ihn zum Klassenerhalt. In der Saison 2014/15 folgte jedoch der erneute Sturz ans Tabellenende. Im Dezember 2014 stellte Mehić sein Traineramt mit sofortiger Wirkung zur Verfügung, zur Rückrunde wurde er Cheftrainer der SG Bad Soden. Am 17. Januar 2016 verlängerte er diesen Vertrag um ein weiteres Jahr.
Seit Ende November 2015 hat Sead Mehić zudem die Aufgabe als technischer Direktor im Team des neu gewählten Präsidenten Helmut Spahn bei den Offenbacher Kickers übernommen. Inzwischen ist Helmut Spahn am 7. September 2018 mit sofortiger Wirkung zurückgetreten.

## Titel und Erfolge
- Aufstieg in die 1. Bundesliga 1998 mit Eintracht Frankfurt
- Aufstieg in die Regionalliga Süd 2005 mit dem 1. FC Eschborn
- Aufstieg in die Regionalliga Süd 2007 mit dem FSV Frankfurt
- Aufstieg in die 2. Bundesliga 2008 mit dem FSV Frankfurt